# アレッサンドロ・ザンニ
アレッサンドロ・ザンニ（Alessandro Zanni、1984年1月31日 - ）は、イタリアの元ラグビーユニオン選手。

## プロフィール
- イタリア・ウーディネ出身。
- ポジションはフランカー(FL)、ナンバーエイト(No.8)。
- 身長 193cm、体重 108kg
- イタリア代表通算キャップ数は119。
- ラグビーワールドカップ2007・ラグビーワールドカップ2011・ラグビーワールドカップ2015・ラグビーワールドカップ2019のイタリア代表に選ばれた[1]。
- バーバリアンズに選ばれたことがある[2]。

## 略歴
ウーディネ、カルヴィザーノを経て、2009年、ベネットンに加入。
2020年、現役を引退した。